# Mistrovství světa v letech na lyžích 1994
Mistrovství světa v skocích na lyžích se v roce 1994 konalo 20. března ve slovinské Planici na tamním mamutím můstku Letalnica.

## Výsledky
| *                | Sportovec          | Skok | Body | Celkem |
| ---------------- | ------------------ | ---- | ---- | ------ |
| Zlatá medaile    | Jaroslav Sakala    |      |      | 351,3  |
| Stříbrná medaile | Espen Bredesen     |      |      | 329,8  |
| Bronzová medaile | Roberto Cecon      |      |      | 324,7  |
| 4                | Christof Duffner   |      |      | 266,4  |
| 5                | Lasse Otessen      |      |      | 263,2  |
| 6                | Stephan Zünd       |      |      | 252,5  |
| 7                | Toni Nieminen      |      |      | 248    |
| 8                | Kurt Børseth       |      |      | 245,3  |
| 9                | Jani Soininen      |      |      | 239,4  |
| 10               | Hansjörg Jäkle     |      |      | 237,4  |
| 11               | Takanobu Okabe     |      |      | 235,2  |
| 12               | Janne Ahonen       |      |      | 228,8  |
| 13               | Andreas Goldberger |      |      | 221,3  |
| 14               | Janne Väätäinen    |      |      | 216,9  |
| 15               | Sylvain Freiholz   |      |      | 213,4  |
| *                | /                  | /    | /    | /      |
| 20               | Tomáš Goder        |      |      | 177,4  |
| 27               | Jakub Sucháček     |      |      | 156,3  |